# Saison 2 de Fais pas ci, fais pas ça
 (juillet 2023).
Si vous disposez d'ouvrages ou d'articles de référence ou si vous connaissez des sites web de qualité traitant du thème abordé ici, merci de compléter l'article en donnant les références utiles à sa vérifiabilité et en les liant à la section « Notes et références ».
Chronologie
Saison 1 Saison 3
Cet article présente la deuxième saison de la série télévisée Fais pas ci, fais pas ça. C'est la première saison de cette série à être diffusée en prime-time, diffusée entre le 22 avril 2009 et le 6 mai 2009 sur France 2.

## Épisodes

### Épisode 1:Les Bonnes Manières
- France : 22 avril 2009 sur France 2

- Anémone (Madame Fernet)
- André Manoukian (l'ex-mari de Valérie)
- André Marcon (Monsieur de la Stelle,  le chef de Renaud Lepic)

Chez les Bouley, Valérie accueille très mal le projet de Tiphaine qui envisage de vivre chez son père. Denis et Valérie se rendent chez Thierry l'ex-mari de Valérie. Denis pour sa part est tenté d'acheter en viager la maison de Madame Fernet. Denis tente de convaincre Tiphaine de renoncer à ses projets de vie auprès de son père. Valérie souhaite que Denis se montre plus pro-actif dans sa recherche d'emploi. Denis conseille à Valérie de se montrer moins rigide afin de retenir sa fille près d'elle. Tiphaine part tout de même s'installer chez son père. À la suite d'une maladresse Valérie se retrouve coincée sur le balcon de l'appartement de Thierry. Denis vient à son secours et se voit arrêter par la police. Tiphaine revient rapidement chez sa mère. 

### Épisode 2:S.O.S. mères en détresse
- France : 22 avril 2009 sur France 2

- Anémone (Madame Fernet) ; Patrick Bruel
- Pascal Légitimus
- Mathilda May
- Barbara Schulz (eux-mêmes)

Valerie Bouley sera "zen" désormais, c'est décidé ! Mais quand les parents de Denis font un séjour à la maison, que tout laisse à penser que Tiphaine est enceinte et que Denis veut recommencer à faire des photos de chats, ce n'est pas gagné ! Les parents de Denis envisagent de rester définitivement chez leur fils. Cette perspective effraie Valérie. Tiphaine n'est pas enceinte. Valérie retrouve bien vite son mode de fonctionnement anxieux.
Chez les Lepic, Fabienne - lassée par l'ingratitude des tâches ménagères - tente de se réinsérer dans le monde du travail en qualité d'assistante de Catherine son ancienne amie devenue agent de stars. Renaud estime qu'il est vulgaire de se laisser impressionner par les vedettes du showbizz. Au cours d'une soirée Fabienne se dispute avec Barbara Schulz et surprend le sosie de Patrick Bruel qui lui avoue qu'il n'y a que des sosies présents à la soirée organisée par Catherine. Renaud réserve un accueil tendre et attentionné à sa femme qui se rend compte que son implication dans la vie familiale est plus importante qu'un travail dans un milieu superficiel.

### Épisode 3:La Dynamique du cadre
- France : 29 avril 2009 sur France 2

Complexée par leur physique, Valérie et Tiphaine veulent faire un régime. Dans l'espoir de leur faire reprendre confiance en elles, Denis les persuade de passer une audition pour une publicité. Mais c'est en fait une audition pour une publicité avec un cochon, en fermières.
Soline fait un stage dans l'entreprise Binet auprès de son père. Ce qu'elle raconte à sa mère la persuade que Renaud la trompe. Elle raconte ensuite à son père qu'on l'appelle "Leplouc" au travail. Renaud demande alors à ses enfants pourquoi il a l'air d'un plouc et essaye de changer son apparence.

### Épisode 4:Grosse Déprime
- France : 29 avril 2009 sur France 2

### Épisode 5:Le Temps des épreuves
- France : 6 mai 2009 sur France 2

- Anémone

### Épisode 6:Ah! La belle vie
- France : 6 mai 2009 sur France 2

- Anémone